# Сьюзен Кебот
Сьюзен Кебот (англ. Susan Cabot, при народженні Гаррієт Перл Шапіро; 9 липня 1927, Бостон, Массачусетс, США — 10 грудня 1986, Лос-Анджелес, Каліфорнія, США) — американська акторка кіно, театру та телебачення, яка здобула популярність ролями у різноманітних вестернах, зокрема «Томагавк» (1951), «Дуель біля Сільвер-Крік» (1952) та «Дим від зброї» (1953). Після розриву контракту з Universal Pictures у середині 1950-х повернулася до виступів у театрі Нью-Йорка. Згодом знову почала зніматися у кіно, переважно у фільмах режисера Роджера Кормана, як-от «Дівчина з жіночого клубу» (1957), «Війна супутників» і «Кулеметники Келлі» (обидва 1958), «Жінка-оса» (1959).
Наступні два десятиліття провела на самоті, хоча на початку 1960-х з'явилася в оф-бродвейських театрах, а 1970 року знялася в серіалі «Світ Бракена». До 1980-х мала психічні розлади, зокрема депресію та фобії. 10 грудня 1986 року вбита власним 22-річним сином від короля короля Йорданії Хусейном в Лос-Анджелесі. 

## Біографія

### 1927—1946: Ранні роки
Народилася 9 липня 1927 року в єврейській родині в Бостоні, штат Массачусетс. Дитячі роки наповнились сум'яттям, коли батько покинув сім'ю, і мати відправила дочку в інтернат, як сироту. Вона виховувалась у восьми різних прийомних сім'ях, переважно мешкаючи в Бронксі. Посмертно виявилось, що у названій сім'ї щодо малолітньої Кебот чинили емоційне та сексуальне насильство, що спричинило інтенсивний посттравматичний стресовий розлад.
Навчалася в середній школі на Мангеттені і влаштувався ілюстраторкою дитячих книжок. Також підробляла співачкою в мангеттенському клубі «Village Barn». Ще неповнолітньою 30 липня 1944 року одружилася з другом дитинства, художником Мартіном Сакером у Вашингтоні, округ Колумбія, щоб залишити названу сім'ю.

### 1947—1959: Акторська кар'єра
Дебютувала в кіно у нуарному фільмі Twentieth Century Fox «Поцілунок смерті» (1947), який знімався в Нью-Йорку, зігравши невелику роль відвідувачки ресторану. Згодом її помітив під час виступу у «Village Barn» агент Columbia Pictures, який залучив її до фільму «На острові Самоа» (1950). Ця роль посприяла її контракту з Universal Pictures. Її першим фільмом зі студією був вестерн «Томагавк» 1951 року. Того ж року Кебот розлучилася і згодом кілька років мала стосунки з королем Йорданії Хусейном.
Почала отримувати головні ролі у серії подібних до «На острові Самоа» та «Томагавка» вестернах та фільмах на арабську тематику, як-от «Битва біля перевалу Апачі», «Дуель біля Сільвер-Крік» і «Син Алі-Баби» (усі 1952). 1953 року знялася ще в двох вестернах: «Дим від зброї» і «Тримайся подалі від Діабло».
Незадоволена пропозиціями ролей, 1954 року попросила розірвати контракт. Кебот повернулася до Нью-Йорка та поновила театральну кар'єру, зігравши роль у постановці Леонарда Кантора у Вашингтоні «Камінь для Денні Фішера» Гарольда Роббінса. Вивчала акторську майстерність у Сенфорда Мейснера в Нью-Йорку і продовжувала займатися сценічною кар'єрою, з'явившись у нетривалій постановці мюзиклу «Шангрі-Ла» в Бостоні 1959 року.

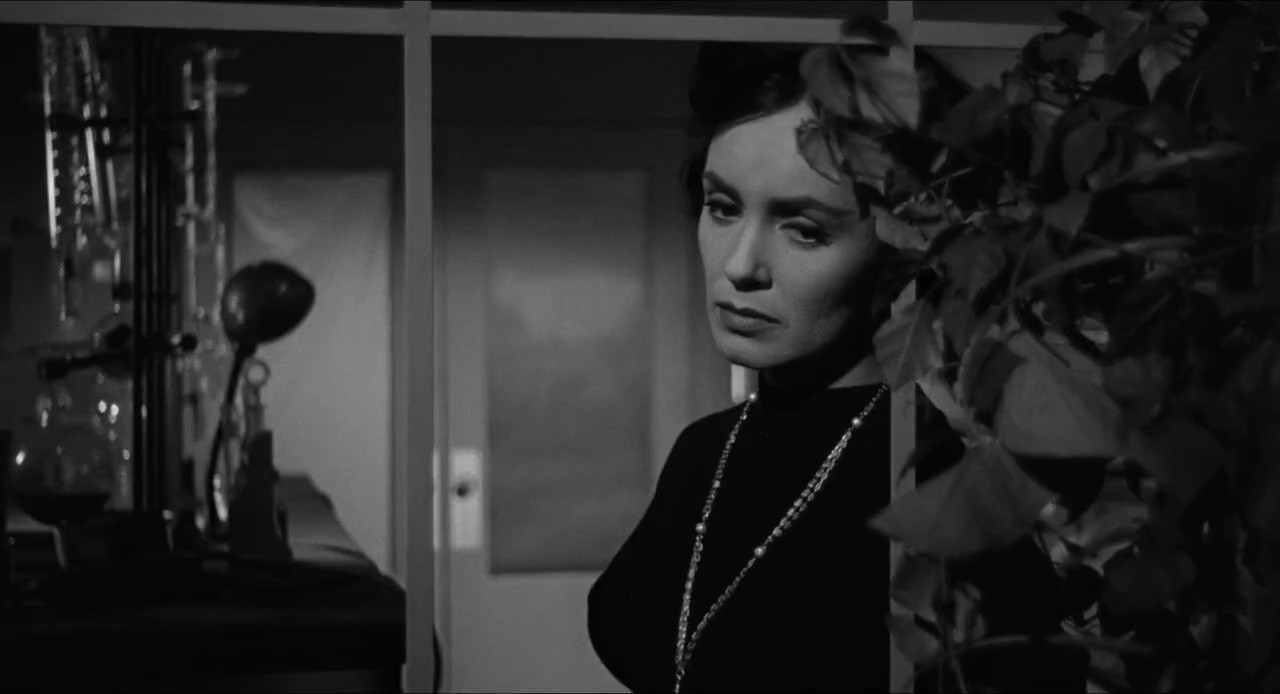
Кебот у своїй останній ролі у фільмі «Жінка-Оса» (1959)

Наприкінці 1950-х повернувся до Лос-Анджелеса та поновила кар'єру в кіно, з'явившись у серії фільмів Роджера Кормана: «Карнавальний рок», «Дівчина з жіночого клубу», «Жінки вікінгів і морський змій» (усі 1957), «Війна супутників» і «Кулеметники Келлі» (обидва — 1958). Того ж року зіграла головну роль у вестерні «Форт Масакра» з Джоелем Маккрі. Останню роль зіграла у жахастику Кормана «Жінка-Оса» (1959). Свою співпрацю з Корманом Кебот згадала як «цілком божевільну. Це було як у європейському фільмі», а Корман був «якимсь диваком… він дуже розумний і метикуватий».

### 1960—1986: Відокремлення та подальше життя
2018 року розсекретили урядову записку, з якої стало відомо, що ЦРУ запросило Кебот на захід з королем Йорданії Хусейном, який був у Лос-Анджелесі під час поїздки та потребував жіночої компанії. Мета ЦРУ була «лягти з ним спати», але, очевидно, Кебот знайшла його чарівним. Між ними почався семирічний роман (про що знало ЦРУ). 1964 року Кебот народила від Хусейна позашлюбного сина Тімоті Скотта. Вона отримувала 1500 доларів щомісяця від Хусейна. 1968 року одружилася з Майклом Романом, з яким виховувала Тімоті. Пара розлучилася 1983 року.
В останні роки життя страждала від депресії та суїцидальних думок, а також потерпала від широкого спектру ірраціональних, сильних страхів. Кебот перебувала під наглядом ліцензованого психолога, але психолог бачив її настільки стурбованою та хворобливою, що сеанси стали «емоційно виснажливими». Кебот дедалі більше не могла піклуватися про себе; будинок заповнювала зіпсована їжа та старі газети. Наприкінці 1986 року психічний стан Кебот значно погіршився. Попри убогість інтер'єру будинку, Кебот все ще мала адекватний дохід, хоча і припинила кар'єру, переважно завдяки інвестиціям у нерухомість і захопленню старовинними автомобілями, які вона регулярно купувала, відновлювала та перепродавала.

## Вбивство
10 грудня 1986 року 22-річний син Кебот, Тімоті Скотт Роман, забив її штангою для важкої атлетики в її будинку в районі Енсіно в Лос-Анджелесі. Його звинуватили у вбивстві другого ступеня.
За свідченнями Романа, мати розбудила його криком, не впізнаючи його і гукаючи свою матір Єлизавету. Він нібито спробував викликати швидку допомогу і вона напала на нього зі штангою та скальпелем. Роман відібрав у неї штангу і кілька разів вдарив її нею по голові.
Він сховав штангу і скальпель, а поліції розповів, що чоловік у масці ніндзя вбив матір (вважаючи, що ніхто не повірить в його історії про психічне захворювання). Адвокати Романа стверджували, що його агресивну реакцію спричинили ліки, які він приймав для боротьби з карликовістю та проблемам з гіпофізом, оскільки лікування було пов'язане з пріонною хворобою Крейтцфельда — Якоба.
Наприкінці судового розгляду прокурори змінили обвинувачення на ненавмисне вбивство, оскільки під час судового розгляду не було представлено жодних необхідних доказів на підтвердження умисного вбивства. Суддя Верховного суду Дарлін Е. Шемпп радилася 10 хвилин, а потім визнала Романа винним у ненавмисному вбивстві. Романа, який уже провів 2,5 роки ув'язнення, 28 листопада 1989 року був засуджений до трьох років умовно з зобов'язанням звернутися до психіатра. Йому зарахували час, який він провів у в'язниці в очікуванні суду.

## Фільмографія
| Рік       |   | Українська назва                                                    | Оригінальна назва                    | Роль                   |
| --------- | - | ------------------------------------------------------------------- | ------------------------------------ | ---------------------- |
| 1947      | ф | Поцілунок смерті                                                    | Kiss of Death                        | відвідувачка ресторану |
| 1950      | ф | На острові Самоа                                                    | On the Isle of Samoa                 | Моана                  |
| 1951      | ф |                                                                     | The Enforcer                         | Ніна Ломбардо          |
| 1951      | ф | Томагавк                                                            | Tomahawk                             | Монасіта               |
| 1951      | ф | Принц, який був злодієи                                             | The Prince Who Was a Thief           | дівчина                |
| 1951      | ф | Полум’я Аравії                                                      | Flame of Araby                       | Кліо                   |
| 1952      | ф | Битва на перевалі Апалачей                                          | The Battle at Apache Pass            | Нона                   |
| 1952      | ф | Дуель біля Сільвер-Крік                                             | The Duel at Silver Creek             | Джейн Фарго            |
| 1952      | ф | Син Алі Баби                                                        | Son of Ali Baba                      | Тала                   |
| 1953      | ф | Дим від зброї                                                       | Gunsmoke                             | Рита                   |
| 1954      | ф | Тримайся подалі від Діабло                                          | Ride Clear of Diablo                 | Лорі Кенйон            |
| 1957      | ф | Карнавальний рок                                                    | Carnival Rock                        | Наталі Кук             |
| 1957      | ф | Дівчина з коледжу                                                   | Sorority Girl                        | Саабра Таннер          |
| 1957      | ф | Сага про жінок-вікінгів і мандрівки до вод Величного морського змія | The Viking Women and the Sea Serpent | Енгер                  |
| 1958      | ф | Війна супутників                                                    | War of the Satellites                | Сибіл                  |
| 1958—1959 | с | Маєш зброю — подорожуватимеш                                        | Have Gun - Will Travel               | різні ролі             |
| 1958      | ф | кулеметники Келлі                                                   | Machine Gun Kelly                    | Флоренс                |
| 1958      | ф | Форт Масакра                                                        | Fort Massacre                        | дівчина                |
| 1959      | ф | Здавайся — пекло!                                                   | Surrender — Hell!                    | Делія                  |
| 1959      | ф | Жінка-оса                                                           | The Wasp Woman                       | джаніс                 |
| 1970      | с | Bracken's World                                                     | Світ Бракена                         | Генрієтта              |

## Ролі в театрі
| Рік      | Назва                    | Роль   | Примітки                                                       | Ref.          |
| -------- | ------------------------ | ------ | -------------------------------------------------------------- | ------------- |
| 1954     | Камінь для Денні Фішера  |        | Національний театр, Вашингтон, округ Колумбія                  | [ 9 ]         |
| 1955     | Багато галасу з нічого   |        | Браттл театр                                                   | [ 9 ]         |
| 1955     | Два веронці              |        | Neighborhood Playhouse                                         | [ 9 ]         |
| 1956     | Шангрі-Ла                | Ло-Цен | Театр Шуберта, Бостон                                          | [ 18 ]        |
| 1956 рік | Комплекс шампанських вин |        | Театр Міртл-Біч, Міртл-Біч, Південна Кароліна                  | [ 19 ]        |
| 1956     | Knickerbocker Holiday    |        | Long Beach Playhouse, Лонг-Айленд; Театр трьох міст, Бінгемтон | [ 20 ] [ 21 ] |
| 1962     | Інтимні стосунки         | Мадлен | Театр «Русалка».                                               | [ 22 ]        |